# Sierra Nevada de Mérida
De Sierra Nevada de Mérida is de hoogste bergketen in het grootste massief in Venezuela, de Cordillera de Mérida, die op zijn beurt deel uitmaakt van het noordelijke deel van de Cordillera de los Andes (Andes). De Sierra Nevada de Mérida bevat de hoogste toppen in Venezuela, zoals de Pico Bolívar (4981 meter), Pico Humboldt, Pico Bonpland en anderen. De naam van het gebergte betekent vanuit het Spaans vertaald "met sneeuw bedekte bergketen" en ligt in de deelstaten Mérida en Barinas.
Het Nationaal Park Sierra Nevada is een beschermd gebied in de bergketen.

## Bergen in de bergketen
Bergen in de Sierra Nevada de Mérida zijn onder andere de:
- Pico Bolívar (4981 meter)
- Pico Humboldt (4942 meter)
- Pico La Concha (4922 meter)
- Pico Bonpland (4883 meter)
- Pico Espejo (4880 meter)